# آنج جاك جابرييل
آنج جاك جابرييل (بالفرنسية: Ange-Jacques Gabriel)‏ (1110-1196هـ/1698-1782م) هو معماري فرنسي، صمّم ميدان الكونكورد بباريس، وأتمّ قصر التريانون الصغير بحديقة فرساي.